# Пас, Неуэн
Неуэн Марио Пас (исп. Nehuén Mario Paz; родился 28 апреля 1993 года, Буэнос-Айрес, Аргентина) — аргентинский футболист, защитник чилийского клуба «Универсидад Католика».

## Клубная карьера
Пас — воспитанник клуба «Олл Бойз». В матче против «Ривер Плейт» он дебютировал в аргентинской Примере. По итогам сезона клуб вылетел в Примеру B, но Неуэн остался в команде. В начале 2015 года Пас перешёл в «Ньюэллс Олд Бойз». Сумма трансфера составила 350 тыс. евро. 15 февраля в матче против «Индепендьенте» он дебютировал за новую команду. 22 апреля в поединке против «Годой-Крус» Неуэн забил свой первый гол за «Ньюэллс Олд Бойз».
В начале 2018 года Пас перешёл в итальянскую «Болонью». Сумма трансфера составила 800 тыс. евро. Сразу же для получения игровой практики Неуэн на правах аренды присоединился к «Ланусу». 11 марта в матче против «Эстудиантеса» он дебютировал за новый клуб.
Летом того же года Пас вернулся в «Болонью». 26 сентября в матче против «Ювентуса» он дебютировал в итальянской Серии A.